# Samuel Kassow
Samuel David Kassow (* 3. Oktober 1946 in Stuttgart) ist ein amerikanischer Historiker, der sich mit der Geschichte der Aschkenasim in Europa befasst.

## Leben
Kassow wurde in einem Camp für Displaced Persons in Stuttgart geboren. Seine Mutter hatte in einem Versteck unter einer Scheune die Judenverfolgung überlebt, sein Vater war während des Zweiten Weltkrieges von den Sowjets im GULAG eingesperrt.
Kassow wuchs in New Haven, Connecticut auf. Seinen Bachelor of Arts erwarb er 1966 am Trinity College, Hartford, Connecticut, seinen Titel Master of Science 1968 an der London School of Economics. Er promovierte zum Ph.D. an der Princeton University, Princeton, New Jersey, im Jahre 1976. Kassow war jahrelang Inhaber der Charles-Northam-Professur am Trinity College.
Als Hauptwerk kann die Publikation über bzw. von Teilen des geheimen Archivs von Emanuel Ringelblum und anderen aus dem Warschauer Ghetto gelten, das 2010 auf Deutsch erschienen ist und 2018 als Dokumentarfilm unter dem Titel Das Geheimarchiv im Warschauer Ghetto verfilmt wurde.
Kassows Frau Lisa ist Direktorin des Zachs Hillel House am Trinity College. Das Paar hat zwei Töchter.

## Veröffentlichungen (Auswahl)
- Students, Professors, and the State in Tsarist Russia: 1884 - 1917, University of California Press, Berkeley/Los Angeles 1989, ISBN 0-520-05760-0.
- Zusammen mit Edith Clowes und James West als Herausgeber: Between Tsar and People: Educated Society and the Quest for a Public Identity in Imperial Russia, Princeton University Press Princeton, New Jersey, 1991, ISBN 0-691-03153-3.
- The Distinctive Life of East European Jewry, YIVO, New York 2004
- Ringelblums Vermächtnis. Das geheime Archiv des Warschauer Ghettos, Rowohlt, Reinbek, 2010. 750 S. ISBN 978-3-498-03547-1. (Rezensionen bei perlentaucher.de).
  - Engl. Originalausgabe: Who will Write our History: Emanuel Ringelblum and the Oyneg Shabes Archive, Indiana University Press, Bloomington, Indiana, USA 2007, ISBN 978-0-253-34908-8.

Vorwort in
- The Clandestine History of the Kovno Jewish Ghetto by Anonymous Members of the Kovno Jewish Ghetto Police, translated and edited by Samuel Schalkowsky. United States Holocaust Memorial Museum, Washington, D.C., USA 2014, ISBN 978-0-253-01283-8.